# Alexander Storåker
Alexander Storåker, född 10 april 2004 i Tromsø, Norge. Död 12 maj 2020 i Lerum i samband med ett ingripande av polis där det inte fanns någon misstanke om brott. Händelsen har fått stor medial uppmärksamhet och satt igång en samhällsdebatt om polisens befogenheter och ansvar. Alexander Storåker var den första minderåriga mopedföraren som omkommit i samband med ett polisingripande i Sverige. Polisen har felaktigt rapporterat händelsen som en singelolycka till Trafikanalys.

## Händelseförlopp
Alexander Storåker förlorade sitt liv efter att ha blivit jagad av en civil polisbil medan han körde moped i Lerum. Den 27-årige polisen som inledde jakten tillhörde Alingsåspolisen. Enligt rättsprotokoll och medierapportering fanns det ingen konkret misstanke om brott när förföljelsen inleddes vid Vattenpalatset i Lerum.
Vittnen beskrev hur den civila polisbilen låg nära mopeden med blåljus och siren när mopeden jagades i hög hastighet på ett gångstråk genom ett bostadsområde tills den plötsligt välte av okänd anledning - fordonen var skymda för vittnena. Polisen uppgav att de stannat och endast iakttagit hur mopeden välte på avstånd – ett påstående som inget vittne eller utredning har bekräftat.

## Reaktioner och kritik
Fallet väckte omfattande kritik i både Sverige och Norge. Docent Jörgen Lundälv fördömde ingripandet och ifrågasatte proportionaliteten i polisens agerande. Enligt Polismyndighetens egna riktlinjer ska jakter på mopedister undvikas om inte allvarliga brott misstänks, något som JO har uttalat ett flertal gånger sedan 1990-talet
Efter rättegången friades polismannen, trots att flera vittnesmål motsade försvarets version av händelseförloppet.
Åklagaren – Enligt denna dom kan polisen göra hur många stoppförsök de vill innan det kallas förföljelse. Om inte vederbörande stannar vid stoppförsök och polisen följer efter så menar jag att det handlar om en efterföljelse, snarare än upprepade stoppförsök, säger Anders Jacobsson.
Ett sent tillkommet vittne – ett före detta hovrättsråd – bedömdes som trovärdig, medan de övriga 6 vittnen avfärdades. Polisen på passagerarplats berättade initialt att de aldrig stannade, men ändrade sin förklaring under rättegången. En nämndeman från Alingsås misstänktes för jäv, efter att ha uttryckt stöd för polisen i sociala medier innan rättegången.
Polismannen uttalade både före och under rättegången att han "skulle gjort samma sak igen", även med vetskap om att åtgärden kunde orsaka död.

## Biografi
Alexander Storåker flyttade till Sverige 2007. Han var aktiv i föreningslivet med särskilt intresse för fotboll och innebandy, och utövade senare parkour. Han hade ett stort nätverk och var både norsk och svensk medborgare.

## Mediebevakning
Fallet har uppmärksammats i flera dokumentärer, nyhetsprogram och artiklar:
- Uppdrag granskning (SVT): Moppepojkar [13]
- Aftonbladet: Dokumentären Dödsjakten [14]
- Expressen: Flera artiklar och tv-inslag om ingripandet [15]
- Sveriges Radio: Rapportering om rättegång och jäv [16]
- Göteborgs-Posten: Minnesplatser och lokal reaktion [17]

## #Ride4Alex och efterspel
Efter händelsen startades manifestationen #Ride4Alex till minne av Alexander Storåker och för att uppmärksamma unga människors rättssäkerhet. En bok med titeln I skuggan av rättvisan har publicerats och finns i flera format. Manifestationen #Ride4Alex hålls årligen. Sedan 2022 har låten Polisen slår, som släpptes 2007 av reggaemusikern Ras Cricket, använts i samband med manifestationen. Trots att låten gavs ut tidigare har dess samhällskritiska tema uppmärksammats som fortsatt relevant i det sammanhang där den förekommer, och texten har tolkats som en spegling av hur många uppfattar polisens och rättsväsendets agerande i dagens Sverige.